# Pfarrkirchen
För andra betydelser, se Pfarrkirchen (olika betydelser).
Pfarrkirchen är en stad i Landkreis Rottal-Inn i Regierungsbezirk Niederbayern i förbundslandet Bayern i Tyskland.